# Prasinochrysa quadriplaga
Prasinochrysa quadriplaga là một loài bướm đêm trong họ Geometridae.